# Maria Helena Cardoso
Maria Helena Cardoso (Descalvado, 13 marzo 1940) è un'ex cestista e allenatrice di pallacanestro brasiliana.
È la sorella di Maria Aparecida Cardoso e la zia di Cadum.

## Carriera
Con il Brasile ha disputato quattro edizioni dei Campionati del mondo (1957, 1964, 1967, 1971), e tre dei Giochi panamericani (Chicago 1959, San Paolo 1963 e Cali 1971).
Da allenatrice ha guidato il Brasile a due Campionati del mondo (1986, 1990) e a due dei Giochi panamericani (Indianapolis 1987 e L'Avana 1991).